# Andrée Chedid

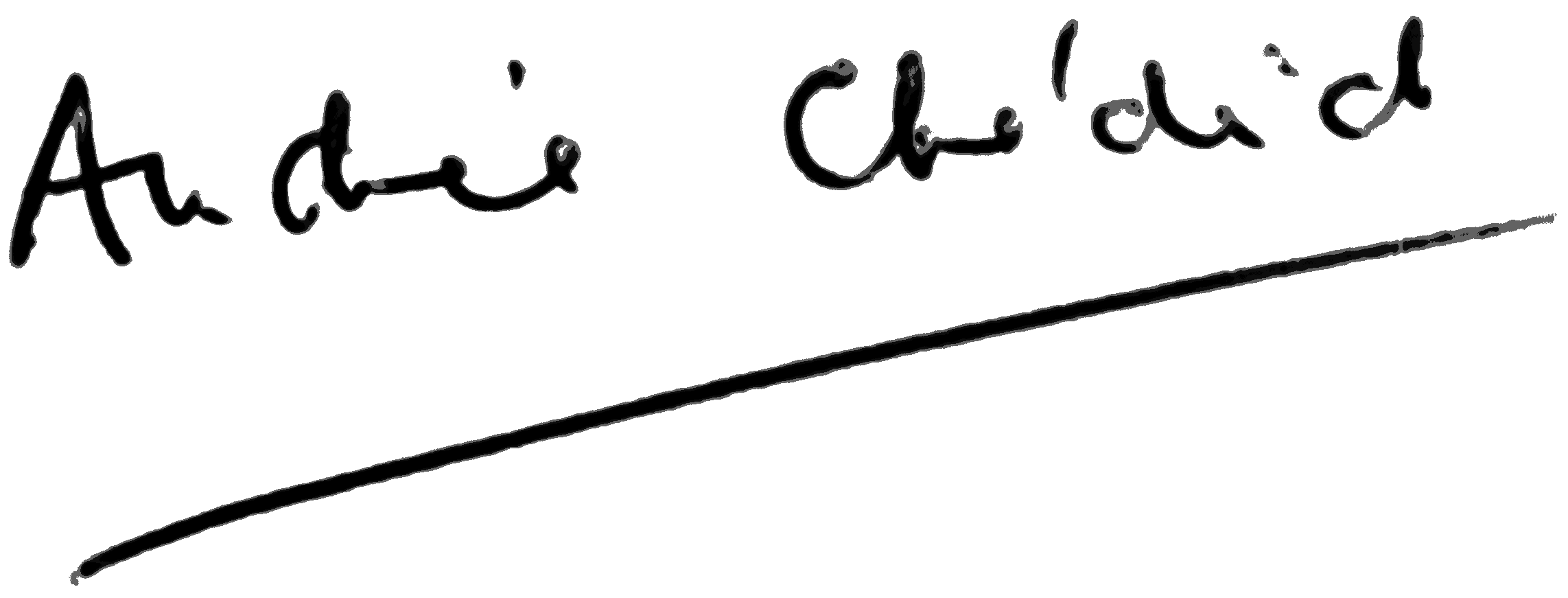
Unterschrift von Andreé Chedid

Andrée Chedid (* 20. März 1920 in Kairo; † 6. Februar 2011 in Paris) war eine französische Schriftstellerin libanesischer Herkunft.

## Leben
Die 1920 als Andrée Saab geborene, aus einer libanesischen, in Ägypten lebenden Familie stammende Andrée Chedid studierte an der Amerikanischen Universität in Kairo Journalismus. 1942 heiratete sie Louis Chedid, der damals Medizin studierte. Ihre erste Gedichtsammlung On the Trails of my Fancy veröffentlichte Andrée Chedid 1943 in Kairo. Sie ließ sich mit ihrem Ehemann 1946 in Paris nieder und begann dort eine schriftstellerische Tätigkeit. Neben zahlreichen Gedichten und Romanen verfasste sie auch Theaterstücke und Kinderbücher, die überwiegend beim Verlag Groupe Flammarion erschienen. Ihre Gedichtbände wurden dabei zum Teil von dem luxemburgischen Maler Roger Bertemes illustriert.
1972 erhielt Chedid den Prix de l'Aigle d'or für Dichtung. Es folgten zahlreiche weitere Literaturpreise. Für ihre Bücher Fraternité de la parole und Cérémonial de la violence wurde sie 1976 mit dem Prix Mallarmé ausgezeichnet. Ihr bekanntestes Werk ist der in viele Sprachen übersetzte Roman L’Autre, der von der Rettung eines bei einem Erdbeben verschütteten Ausländers durch einen alten Ägypter erzählt und 1991 durch Bernard Giraudeau unter dem Titel L’Autre verfilmt wurde. Andrée Chedid erhielt außerdem für ihre Dichtungen 1999 den Großen Preis der Société des Auteurs, Compositeurs et Éditeurs de Musique (SACEM) sowie 2002 den Prix Goncourt de la poésie.
Sowohl ihr Sohn Louis Chedid als auch ihr Enkel Matthieu Chedid sind in Frankreich bekannte Popsänger. Matthieu Chedid erhielt für die Filmmusik in Kein Sterbenswort (2006) den César 2007 für die beste Filmmusik.
In einer Würdigung nannte Frankreichs Staatspräsident Nicolas Sarkozy sie Teil einer „Generation kosmopolitischer Intellektueller, die Frankreich nach dem Krieg als neue Heimat wählten, und dem Land damit zu einer literarischen Renaissance verhalfen“.

## Werke (Auswahl)
- Le sixième jour (Der sechste Tag), Paris 1960, ISBN 978-2290022597, 1986 in Ägypten durch Youssef Chahine mit Dalida in der Hauptrolle verfilmt
- L'Autre, Roman, Flammarion, Paris 1969, ISBN 2-08-060403-1
  - deutsch: Verschüttet, übersetzt von Sigrid Köppen, Horlemann, Bad Honnef 2000, ISBN 3-89502-114-8
- Gemalte Worte oder der Falter hat keine Mähne, Mahnert-Lueg, München 1979, ISBN 3-922170-06-4 (aus dem Manuskript übersetzt)
- Derrière les visages, Flammarion, Paris 1984, ISBN 2-08-161787-0
  - deutsch: Hinter den Gesichtern, übersetzt von Günther Rudolf Sigl, Jugend und Volk, Wien und München 1986, ISBN 3-224-11422-3
- La femme de Job, Erzählung, 1992
  - deutsch: Die Frau des Ijob, übersetzt von Sigrid Köppen, Lahn-Verlag, Limburg 1995, ISBN 3-7840-2699-0
- Geliebte Erde, Gedicht, Alpha-Presse, Sulzbach 2006
- Les quatre morts de Jean de Dieu, 2010